# Нека
Жуан Алешандре Дуарте Феррейра Фернандеш (порт. João Alexandre Duarte Ferreira Fernandes), більш відомий як Нека (порт. Neca, нар. 31 грудня 1979, Лісабон) — португальський футболіст, що грав на позиції півзахисника. По завершенні ігрової кар'єри — тренер. З 2021 року входить до тренерського штабу клубу «Фаренсе».
Виступав, зокрема, за клуб «Белененсеш», а також національну збірну Португалії.

## Клубна кар'єра
Народився 31 грудня 1979 року в місті Лісабон. Вихованець футбольної школи клубу «Белененсеш». 31 січня 1998 року він дебютував у вищій лізі Португалії в домашньому матчі проти «Порту» (1:0) і провів за команду вісім сезонів, взявши участь у 143 матчах чемпіонату.
Згодом з 2005 року по сезону провів у інших португальських клубах «Віторія» (Гімарайнш) та «Марітіму», а 2007 року він був відданий в оренду турецькому «Коньяспору» з Суперліги. У грудні він розірвав контракт з португальським клубом і залишився в Туреччині, приєднавшись до «Анкараспора», який також виступав у Суперлізі. У цій команді Нека провів два роки, після чого повернувся до своєї колишньої команди «Віторія».
2012 року португалець знову приєднався до «Коньяспора», де провів один рік, а згодом грав на батьківщині за «Фаренсе» та «Піньяльновенсе».
Завершив ігрову кар'єру у команді «Фаренсе», куди повернувся 2016 року, і захищав її кольори до припинення виступів на професійному рівні у 2018 році.

## Виступи за збірні
1999 року дебютував у складі юнацької збірної Португалії (U-20), з якою був учасником чемпіонату світу в Нігерії.
Протягом 2001—2002 років залучався до складу молодіжної збірної Португалії, з якою був учасником молодіжного чемпіонату Європи 2002 року у Швейцарії, на якому португальці не подолали груповий етап. Всього на молодіжному рівні зіграв у 4 офіційних матчах.
12 жовтня 2002 року дебютував в офіційних іграх у складі національної збірної Португалії в товариському матчі проти збірної Тунісу (1:1) в Лісабоні. Наступного місяця зіграв свій другий і останній матч за збірну проти Шотландії (2:0).

## Кар'єра тренера
Розпочав тренерську кар'єру відразу ж по завершенні кар'єри гравця, 2018 року, увійшовши до тренерського штабу клубу «Белененсеш САД», де пропрацював з 2018 по 2019 рік.
З 2021 року входить до тренерського штабу клубу «Фаренсе».